# Героїчна оборона Севастополя 1854-1856 (срібна монета)
«Герої́чна оборо́на Севасто́поля 1854—1856» — срібна ювілейна монета номіналом 10 гривень, випущена Національним банком України. Присвячена 150-річчю від початку героїчної оборони Севастополя, яка тривала 349 днів під час Кримської війни — найбільшої з воєн, що відбувалися на українських землях у XIX столітті.
Монету введено до обігу 28 квітня 2004 року. Вона належить до серії «Інші монети».

## Опис та характеристики монети
| Номінал грн. | Метал           | Маса, грам   | Діаметр, мм. | Якість виготовлення | Гурт     | Тираж, штук |
| ------------ | --------------- | ------------ | ------------ | ------------------- | -------- | ----------- |
| 10           | срібло (Ag 925) | 31,1 / 33,62 | 38,6         | пруф                | рифлений | 10 000      |

### Аверс
На аверсі монети на тлі схеми укріплень бастіонів і батарей Севастополя зображено пам'ятник кораблям, що загинули (праворуч), над ним — напис «УКРАЇНА»; ліворуч від зображення розміщено: угорі малий Державний Герб України, посередині написи — «10 ГРИВЕНЬ», унизу рік випуску монети — «2004», ліворуч у два рядки позначення металу та його проби — «Ag 925», маси в чистоті — «31,1»; праворуч від зображення пам'ятника — логотип Монетного двору Національного банку України.

### Реверс

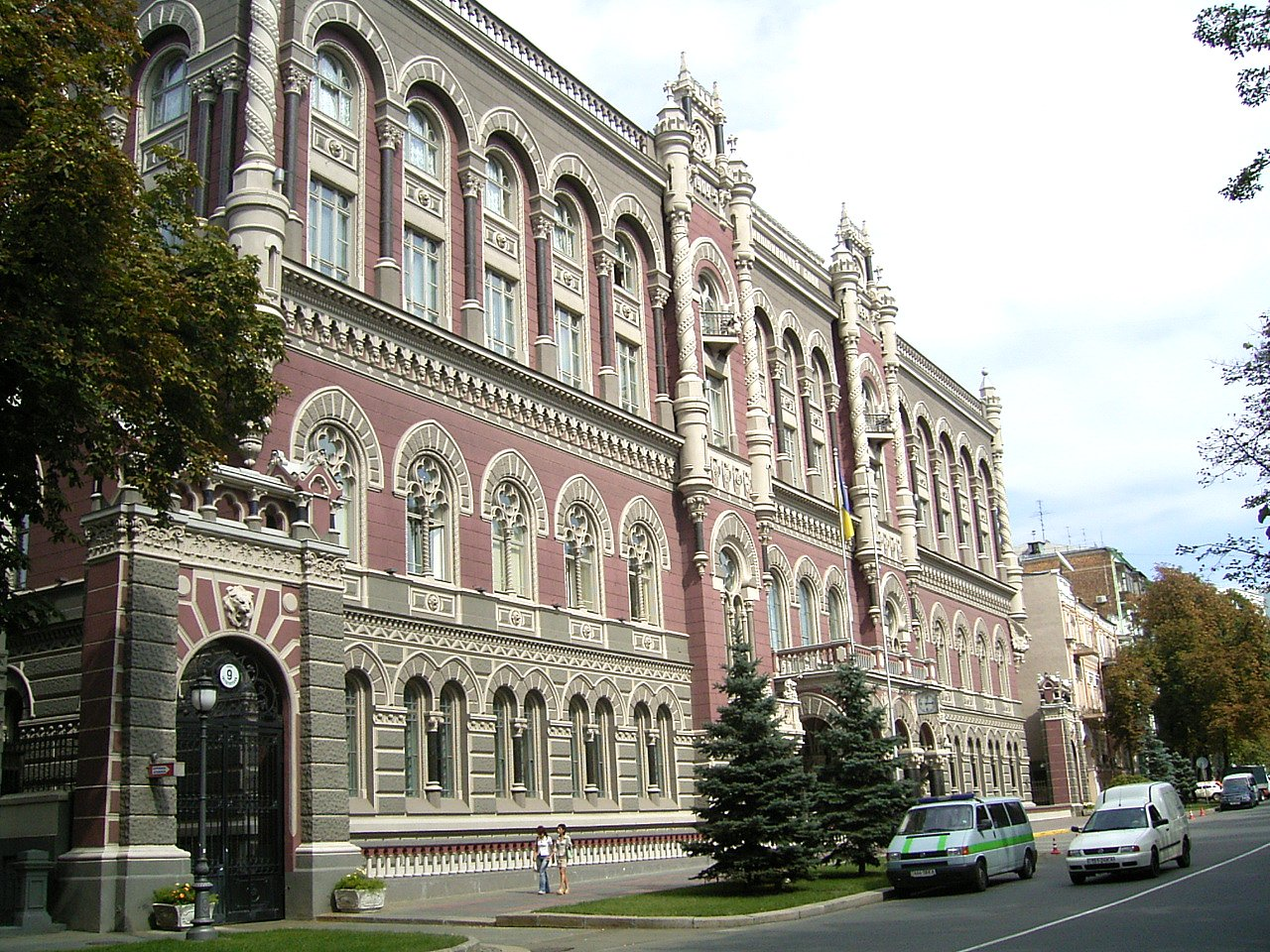
Будівля Національного банку України

На реверсі монети на передньому плані зображено основні технічні елементи оборони — 36-фунтову корабельну гармату та боєприпаси (картеч, ядра, бомби, шомпол), на другому плані — вітрильне та парове судна, форт, що прикриває вхід до корабельної бухти; розміщено написи: угорі на стилізованій морській стрічці — «СЕВАСТОПОЛЬ», унизу півколом — «ГЕРОЇЧНА ОБОРОНА 1854 1856».

## Автори
- Художник — Іваненко Святослав.
- Скульптор — Іваненко Святослав.

## Вартість монети
Ціна монети — 956 гривень, була вказана на сайті Національного банку України 2018 року.
Фактична приблизна вартість монети, з роками змінювалася так:
| Рік        | 2010 | 2011 | 2012 | 2013 | 2014 | 2015 | 2016  | 2017  | 2018  | 2019  | 2020  | 2021  | 2022  | 2023  | 2024  | 2025  |
| ---------- | ---- | ---- | ---- | ---- | ---- | ---- | ----- | ----- | ----- | ----- | ----- | ----- | ----- | ----- | ----- | ----- |
| Ціна, грн. | 450  | 450  | 500  | 650  | 500  | 900  | 1 900 | 1 400 | 1 600 | 1 300 | 1 300 | 1 350 | 1 600 | 2 000 | 2 600 | 3 300 |